# Florian Edler
Florian Edler (* 1969 in Kiel) ist ein deutscher Musiktheoretiker und Professor an der Hochschule für Künste Bremen. Von 2020 bis 2024 war er Präsident der Gesellschaft für Musiktheorie.

## Leben
Edler ist der Sohn des Musikwissenschaftlers Arnfried Edler. Er studierte die Fächer Schulmusik, Musiktheorie (bei Hartmut Fladt) und Geschichte in Berlin. 2009 wurde er an der Universität der Künste Berlin mit einer Arbeit über die Musikanschauung im Schumann-Kreis promoviert. Nach Lehraufträgen in Berlin, Bremen, Weimar und einer Professurverwaltung in Osnabrück wurde Edler 2015 auf eine Professur für Musiktheorie an der Hochschule für Künste Bremen berufen. Seit 2022 ist er dort Dekan des Fachbereichs Musik.
Neben der Lehre sowie der Veröffentlichung zahlreicher Studien zur Musik und Musiktheorie des 17. bis 20. Jahrhunderts engagiert sich Edler besonders in der Gesellschaft für Musiktheorie (GMTH). So wirkte er von 2019 bis 2021 als Mitherausgeber von deren Zeitschrift ZGMTH, seit 2019 ist er Mitherausgeber der Proceedings. Von 2018 bis 2024 war er im Vorstand der GMTH tätig, ab 2020 als Präsident.

## Publikationen (Auswahl)
- „Thema und Kontrasubjekt. Aspekte der Fugentechnik Johann Sebastian Bachs im Vergleich mit Johann Pachelbel und Dietrich Buxtehude“, in: Zwischen Komposition und Hermeneutik. Festschrift für Hartmut Fladt, hrsg. von Ariane Jeßulat, Andreas Ickstadt und Martin Ullrich. Würzburg: Königshausen & Neumann 2005, S. 34–53. ISBN 3-8260-3211-X
- „Anton Bruckner und Simon Sechter. Zum Verhältnis von Komposition und Theorie im späten 19. Jahrhundert“, in: Musiktheorie als interdisziplinäres Fach. 8. Kongress der Gesellschaft für Musiktheorie Graz 2008 (= musik.theorien der Gegenwart 4), hrsg. von Christian Utz. Saarbrücken: Pfau 2010, S. 101–118. ISBN 978-3-89727-448-8. Online: DOI:10.31751/p.64
- Reflexionen über Kunst und Leben. Musikanschauung im Schumannkreis 1834 bis 1847 (= Musik und Musikanschauung im 19. Jahrhundert 15). Sinzig: Studio-Verlag 2013. ISBN 978-3-89564-151-0
- „Alban Berg als Analytiker eigener Kompositionen“, in: Kreativität – Struktur und Emotion, hg. von Andreas C. Lehmann, Ariane Jeßulat und Christoph Wünsch. Würzburg: Königshausen und Neumann 2013, S. 129–140. ISBN 3-8260-4720-6
- „Die Eröffnung mit dem kleinen Mollseptakkord oder Das ‚Tea for two‘-Modell“, in: Kombinatorik und Spiel. Wege musikalischen Denkens, hrsg. von Thomas Fesefeldt, Andreas Ickstadt, Ariane Jeßulat, Kilian Sprau u. a. Universität der Künste Berlin 2022. DOI:10.25624/kuenste-1817